# Îles Sentinelles
Die Îles Sentinelles (französisch, englisch Sentinel Islands, jeweils übersetzbar mit ‚Wächterinseln‘) sind eine Gruppe kleiner Felseninseln vor der Küste des ostantarktischen Adélielands. Sie liegen unmittelbar vor den Eiskliffs 3 km östlich der Curzon-Inseln.
Erste Luftaufnahmen der Inseln entstanden bei der US-amerikanischen Operation Highjump (1946–1947). Teilnehmer einer von 1949 bis 1951 durchgeführten französischen Antarktisexpedition unter der Leitung von André-Franck Liotard (1905–1982) kartierten und benannten sie. Namensgebend ist der Umstand, dass diese Inseln das östlichste bislang bekannte geographische Objekt an der Küste des Adélielands sind.